# Liste der Gebietsänderungen in Sachsen 2013
Die Liste der Gebietsänderungen in Sachsen 2013 enthält Änderungen an Gemeindegebieten des Freistaats Sachsen in der Zeit vom 1. Januar 2013 bis zum 31. Dezember 2013. Dazu zählen unter anderem Zusammenschlüsse und Trennungen von Gemeinden, Eingliederungen von Gemeinden in eine andere, Änderungen des Gemeindenamens und Umgliederungen von Teilen einer Gemeinde in eine andere.

In Sachsen kam es im Jahr 2013 zu 18 Gemeindegebietsänderungen, davon acht Eingliederungen, drei Neubildungen, vier Umgliederungen, zwei Zusammenschlüsse sowie eine Namensänderung von Gemeinden. Alle damals entstandenen Gemeinden existieren noch heute.

## Legende
- Datum: juristisches Wirkungsdatum der Gebietsänderung
- Gemeinde vor der Änderung: Gemeinde vor der Gebietsänderung
- Gebietsänderung: Art der Gebietsänderung
- Gemeinde nach der Änderung: Gemeinde nach der Gebietsänderung
- Landkreis: Landkreis der Gemeinde nach der Gebietsänderung
- OT: Ortsteil

Die Sortierung erfolgt chronologisch: Datum, kreisfreie Städte, Landkreise, aufnehmende oder neu gebildete Gemeinde. Heute noch bestehende Gemeinden sind farbig unterlegt.

## Liste der Gebietsänderungen
| Datum      | Gemeinde vor Änderung | Gebietsänderung    | Gemeinde nach Änderung | Landkreis                        |
| ---------- | --- | ------------------ | ---------------------- | -------------------------------- |
| 01.01.2013 | Bernsbach mit Oberpfannenstiel, Lauter/Sa. | Neubildung von     | Lauter-Bernsbach       | Erzgebirgskreis                  |
| 01.01.2013 | Erlbach-Kirchberg mit Ursprung | Eingliederung nach | Lugau                  | Erzgebirgskreis                  |
| 01.01.2013 | Hormersdorf | Eingliederung nach | Zwönitz                | Erzgebirgskreis                  |
| 01.01.2013 | Niederstriegis mit Mahlitzsch, Grunau, Hohenlauft, Littdorf, Otzdorf | Eingliederung nach | Roßwein                | Mittelsachsen                    |
| 01.01.2013 | Ziegra-Knobelsdorf 1.326,73 Hektar mit 1.033 Einwohnern (Ortsteile Forchheim, Limmritz, Pischwitz, Schweta, Stockhausen, Töpeln, Wöllsdorf, Teile von Ziegra)                                                 | Umgliederung nach  | Döbeln                 | Mittelsachsen                    |
| 01.01.2013 | Ziegra-Knobelsdorf 1.778,11 Hektar mit 1.110 Einwohnern (Ortsteile Gebersbach, Heyda, Knobelsdorf, Meinsberg, Neuhausen mit Teilen von Ziegra, Rudelsdorf)                                                    | Umgliederung nach  | Waldheim               | Mittelsachsen                    |
| 01.01.2013 | Klingenthal mit Quittenbach, Brunndöbra, Sachsenberg-Georgenthal, Steindöbra, Aschberg, Mühlleithen, Zwota mit Oberzwota, Zwota-Zechenbach                                                                    | Zusammenschluss zu | Klingenthal            | Vogtlandkreis                    |
| 01.01.2013 | Mühltroff mit Kornbach, Langenbach | Eingliederung nach | Pausa/Vogtl.           | Vogtlandkreis                    |
| 01.01.2013 | Pausa/Vogtl. | Namensänderung zu  | Pausa-Mühltroff        | Vogtlandkreis                    |
| 01.01.2013 | Guttau mit Brösa, Halbendorf/Spree, Kleinsaubernitz, Lieske, Lömischau, Neudorf/Spree, Ruhethal, Wartha | Eingliederung nach | Malschwitz             | Bautzen                          |
| 01.01.2013 | Berthelsdorf mit Rennersdorf | Eingliederung nach | Herrnhut               | Görlitz                          |
| 01.01.2013 | Eibau mit Neueibau, Walddorf, Niedercunnersdorf mit Ottenhain, Neucunnersdorf, Sonneberg, Obercunnersdorf mit Kottmarsdorf                                                                                    | Neubildung von     | Kottmar                | Görlitz                          |
| 01.01.2013 | Coswig 3,31 Hektar mit 1 Einwohner | Umgliederung nach  | Radebeul               | Meißen                           |
| 01.01.2013 | Radebeul 0,43 Hektar | Umgliederung nach  | Coswig                 | Meißen                           |
| 01.01.2013 | Nauwalde mit Spansberg und Nieska | Eingliederung nach | Gröditz                | Meißen                           |
| 01.01.2013 | Belgern mit Ammelgoßwitz, Bockwitz, Döbeltitz, Dröschkau, Kaisa, Lausa, Liebersee, Mahitzschen, Neußen, Oelzschau, Plotha, Seydewitz, Staritz, Wohlau, Schildau mit Kobershain, Probsthain, Sitzenroda, Taura | Neubildung von     | Belgern-Schildau       | Nordsachsen                      |
| 01.01.2013 | Zinna mit Welsau | Eingliederung nach | Torgau                 | Nordsachsen                      |
| 01.01.2013 | Neukyhna mit Doberstau, Kyhna, Lissa, Pohritzsch, Quering, Serbitz, Zaasch, Wiedemar mit Klitzschmar, Kölsa, Peterwitz, Rabutz, Werlitzsch, Wiesenena, Zwochau mit Grebehna                                   | Zusammenschluss zu | Wiedemar               | Nordsachsen                      |
| 13.03.2013 | Quitzdorf am See 0,0063 Hektar | Umgliederung nach  | Niesky                 | Görlitz                          |
| 13.03.2013 | Niesky 0,0018 Hektar | Umgliederung nach  | Quitzdorf am See       | Görlitz                          |
| 11.04.2013 | Klipphausen 0,4443 Hektar | Umgliederung nach  | Wilsdruff              | Sächsische Schweiz-Osterzgebirge |

## Quelle
- Statistisches Landesamt Sachsen: Gebietsänderungen ab 1. Januar 2010 bis 31. Dezember 2019 (XLSX-Datei; 90 kB)